# Balaenoptera omurai
A baleia-de-omura, Balaenoptera omurai é um mamífero cetáceo da família dos balenopterídeos, descoberta em novembro de 2003 por três cientistas japoneses Shiro Wada, Masayuki Oishi e Tadasu K. Yamada.
Em 2013 a baleia-de-omura foi vista pela primera vez em Madagáscar.

## Descrição
A descrição científica desta baleia foi feita na revista Nature em 2003 por três cientistas japoneses. Eles determinaram a existência da espécie analisando a morfologia e o DNA mitocondrial de nove indivíduos – oito capturados por navios de pesquisa japoneses no final da década de 1970 no Indo-Pacífico e uma fêmea adulta coletada em 1998 em Tsunoshima, uma ilha no Mar do Japão. Mais tarde, evidências genéticas abundantes confirmaram a baleia de Omura como uma espécie válida e revelaram que ela era um desdobramento inicial da linhagem rorqual, divergindo muito antes das baleias de Bryde e sei . Talvez esteja mais intimamente relacionada ao seu parente maior, a baleia azul.

## Características gerais
Dos oito exemplares tomados durante a caça japonesa no Indo-Pacífico, as cinco fêmeas variaram em comprimento de 10,1 a 11,5 m, enquanto os três machos variaram de 9,6 a 10,0 m. As fêmeas tinham idades de talvez apenas 9 a 29 anos para a fêmea mais longa, enquanto os três machos variavam de talvez 21 anos a 38 anos.
Sua aparência descreve uma mandíbula inferior esquerda cinzenta escura e, do lado direito, uma mancha branca da mandíbula, uma mancha branca, uma faixa de olhos escuros, uma lavagem branca inter-listras, bem como um emblema branco nas costas, barbatanas peitorais com uma borda anterior branca e superfície interna e vermes com uma superfície ventral branca e margens pretas.
Também exibe uma boca esquerda branca e uma boca escura e escura, uma inversão da pigmentação assimétrica na mandíbula inferior. Tem uma barbatana dorsal muito falcada, com uma borda de ataque que gradualmente se inclina para as costas. Sua barbatana dorsal também é proporcionalmente menor e menos vertical que de outras espécies semelhantes.
A baleia omurai parece estar restrita à plataforma e a águas profundas de regiões tropicais e subtropicais, com registros do Índico (incluindo o Estreito de Ormuz, Madagascar, Tailândia, Malásia, Cocos Islands, Sri Lanka, e Austrália, também no Pacífico (incluindo Bornéu e Indonésia, Filipinas, Hong Kong, China, Taiwan, o Mar do Japão, o Mar Interior de Seto, o Mar de Timor, Queensland (Austrália Oriental), Nova Caledônia, e Ilhas Salomão) e no Oceano Atlântico (Mauritânia e Brasil).
Uma espécie não identificada de rorqual foi repetidamente vista nas águas do Parque Nacional de Komodo. No mesmo ano, um balenopterídeo não identificado foi avistado em Rarotonga, porém não houve confirmação que se tratava de uma baleia omurai.